# Латина Скало (Латина)
Латина Скало је насеље у Италији у округу Латина, региону Лацио.
Према процени из 2011. у насељу је живело 6883 становника. Насеље се налази на надморској висини од 18 м.